# A7 (автомагистраль, Хорватия)
A7 (хорв. Autocesta A7) — шоссе в Хорватии. Длина шоссе составляет 34,4 км. Шоссе проходит от пограничного перехода Рупа со Словенией к Риеке и по состоянии на 2010 год заканчивается на развязке Свети-Кузам у города Бакар. На всём протяжении находится на территории жупании Приморье — Горски-Котар. Известна как Кварнерское шоссе (хорв. Kvarnerska autocesta) по имени залива Кварнер. Участок от развязки Матульи с шоссе A8 до развязки Ореховица с шоссе A6 составляет скоростной обход Риеки. Планируется дальнейшее строительство трассы до магистрали A1, после чего её общая протяжённость составит 103,5 км.
Шоссе A7 на территории Хорватии — часть европейского маршрута E61 Филлах — Риека. Оператор автобана — частная компания «Autocesta Rijeka-Zagreb» (Автодорога Риека-Загреб), которая также управляет шоссе A6 и участком автомагистрали A1 от развязки Босильево до Загреба.

## Описание

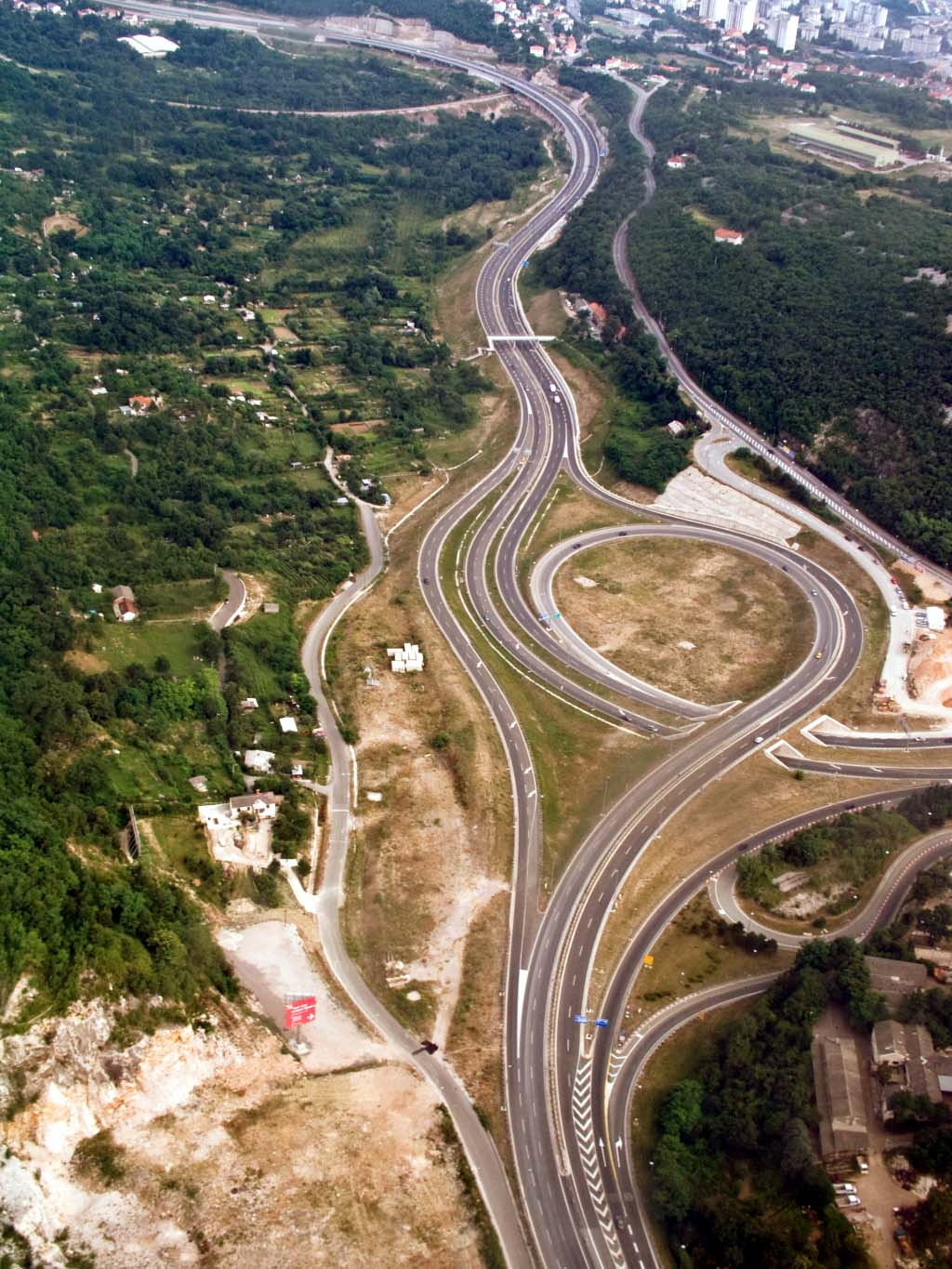
Развязка Ореховица возле Риеки

A7 имеет важное значение в транспортном узле Риеки. Третий по величине город Хорватии вытянулся длинной полосой между морем и горами, магистраль A7 идёт вдоль всего города, что существенно облегчает транспортные проблемы Риеки. Значение дороги ещё более вырастет после окончания строительства, когда магистраль напрямую свяжет Риеку с её крупнейшим в стране грузовым портом и самую протяжённую магистраль Хорватии A1.
A7 — бесплатная автомагистраль на всём протяжении, кроме 7-километрового платного участка с 4 по 11 километр дороги. Бесплатным дублёром этого участка служит параллельное шоссе D8.
Шоссе на всём протяжении состоит из двух полос в каждом направлении. Всего на дороге на 2010 год 10 развязок и две зоны отдыха. Длина шоссе на 2010 год 34,4 км.

## Инженерные конструкции
Почти на всём протяжении A7 идёт по горной местности, что вызвало необходимость строительства большого числа инженерных объектов: мостов, виадуков и тоннелей. Прокладка и эксплуатация последних осложнена карстовыми явлениями, широко распространёнными в здешних горах и необходимостью отвода карстовых вод. Дополнительные ограничения на строительство и эксплуатацию накладывали экологические требования, связанные с нахождением рядом с дорогой природоохранных зон, включая природный парк Учка, а также городских кварталов, что потребовало специальных систем шумозащиты.

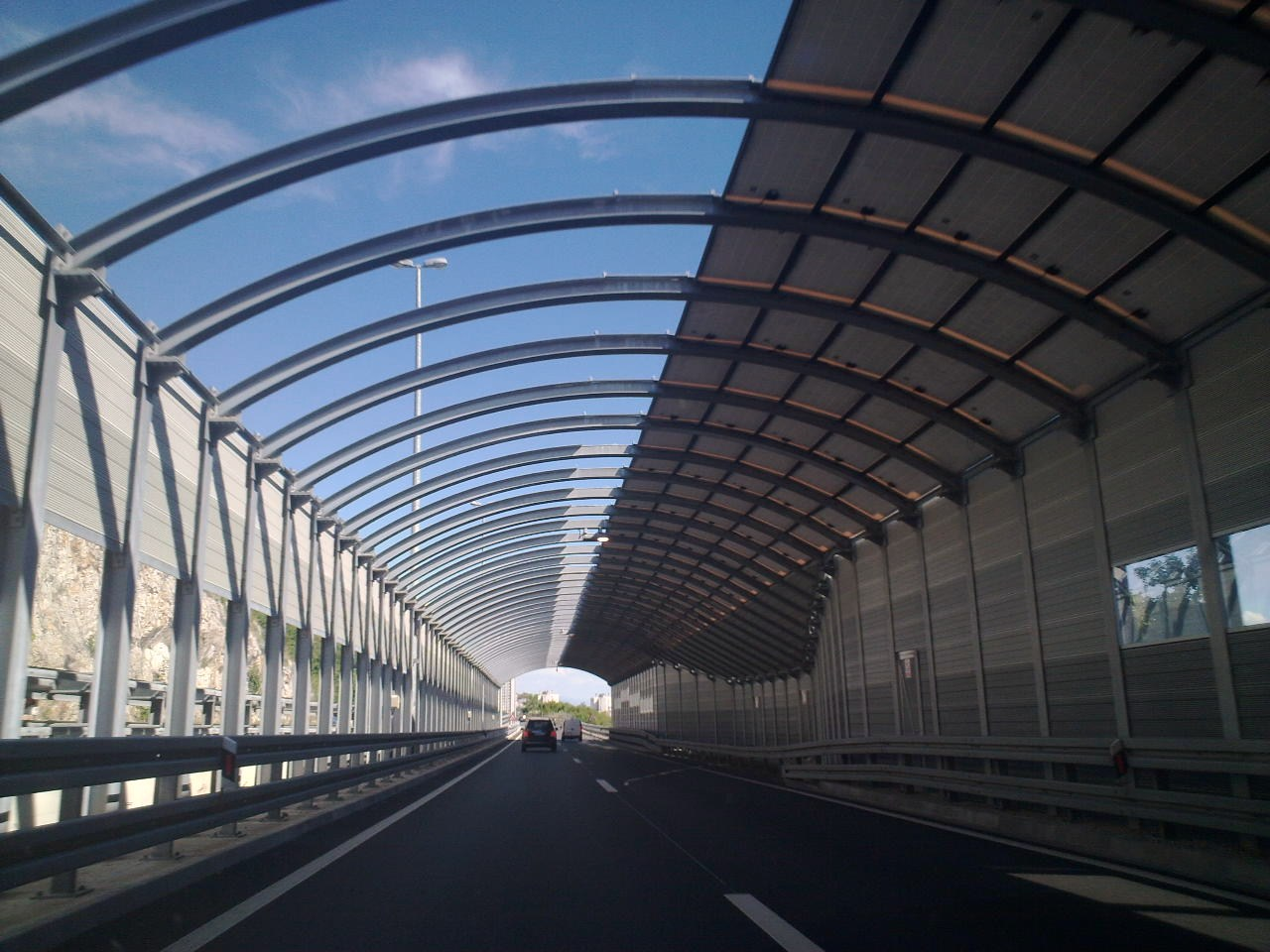
Шумозащитный экран

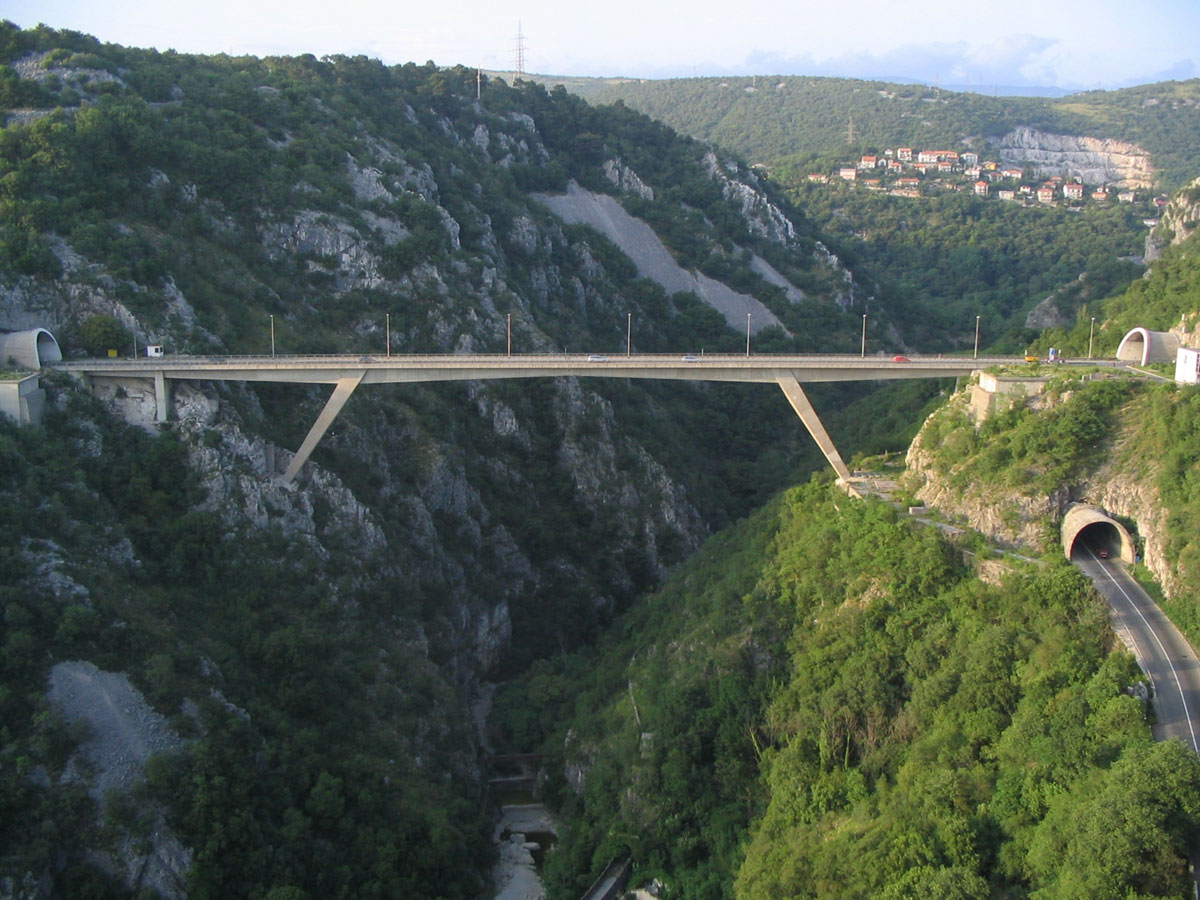
Мост над Рьечиной до строительства в 2009 году второй очереди

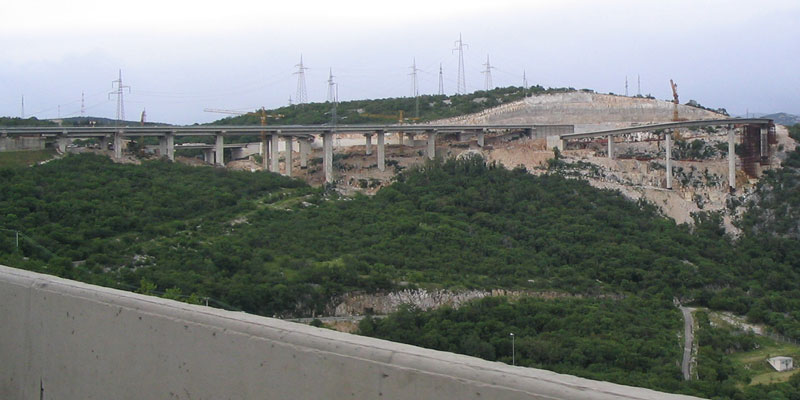
Строительство дороги у Бакара

Длиннейший тоннель трассы — 858-метровый тоннель Трсат сразу же к западу от развязки Ореховица с A6. Тоннель проходит под Трсатским холмом. Длина виадука Вежица к востоку от этой развязки — 588 метров. Одна из сложнейших инженерных конструкций трассы — мост над Рьечиной, которая течёт здесь в глубоком каньоне. Мост состоит из двух отдельных параллельных мостов длиной 210 метров каждый. Первый введён в эксплуатацию ещё в 1984 году, второй — в 2009 году. Открытие второго рьечинского моста позволило организовать двухполосное движение на всём протяжении трассы.
Проблема шумозащиты наиболее актуальна в пригороде Риеки Расточине, где магистраль подходит к жилым домам на расстояние всего нескольких десятков метров. На этом участке прозрачный шумозащитный экран длиной 352 метра закрывает трассу как тоннель. В верхней части барьера смонтированы солнечные батареи с годовой выработкой энергии 280 000 кВ/ч.

## История
Развитие города Риеки и её торгового порта в 60-70 годы XX века привело к серьёзным проблемам с городским трафиком. Строительство обходной дороги вокруг города стало насущной задачей. Строительство началось в 1977 году. Первый участок длиной 8,3 км между развязками Ореховица и Дирачье (соответственно к востоку и западу от Риеки) был открыт в июле 1988 года, ещё один участок длиной 9,5 км до Юрдани, открытый в 1991 году, связал Риеку с западными пригородами и соседними населёнными пунктами.
Строительство дороги было продолжено только уже после обретения Хорватией независимости и окончания войны.
В 2004 году шоссе было удлинено на запад на 4 км, а годом позже с постройкой ещё одного 11-километрового фрагмента, шоссе достигло словенской границы. Затем строительство продолжилось в восточной направлении. В 2006 году открыт 6,5 километровый участок между Риекой и Бакаром, шоссе достигло важной развязки Свети-Кузам с дорогами D40 и D8 (Адриатическим шоссе), что позволило наконец убрать с улиц Риеки транзитный транспорт, следующий вдоль Адриатики из Далмации в Истрию.

## Строительство и планы
По данным на 2011 год строительство дороги продолжается в восточном направлении в сторону Кральевицы и Кркского моста. Строящийся участок очень сложен с инженерной точки зрения из-за горного рельефа, близости морского берега с курортными зонами и большой населённости. Хотя участок имеет длину всего 5,3 км, на нём возводятся 5 виадуков и три тоннеля. Открытие участка Бакар — Кральевица намечено на 2012 год.
Дальнейшие планы строительства включают в себя продолжение трассы до Сеня и завершение трассы выходом на магистраль A1. Сроки строительства пока не определены.

## Трафик
Трафик на магистрали сильно колеблется в зависимости от времени года. Наплыв туристов в Хорватию в туристический сезон с мая по октябрь приводит к существенному увеличению числа машин на трассах. На платном участке дороги дневной трафик в среднем за год составляет 6 653 автомобиля, дневной трафик летом — 14 634. На бесплатном участке в обход Риеки дневной трафик в среднем за год составляет 20 100 автомобиля, дневной трафик летом — 31 700.

## Важные развязки
| Км   | Развязка             | Пересечение с магистралями | Съезд на              |
| 0    | Граница со Словенией |                            |                       |
| 1    | Рупа                 | D8                         |                       |
| 11,8 | Юрдань               | D8                         |                       |
| 16,4 | Матульи              | A8                         | города Истрии         |
| 20,0 | Дирачье              |                            | Риека                 |
| 23,9 | Шкуринье             |                            | Риека, порт Риеки     |
| 28,5 | Ореховица            | A6                         | направление на Загреб |
| 34,4 | Свети-Кузам          | D40, D8                    | Бакар                 |